# Tephritis zernyi
Tephritis zernyi är en tvåvingeart som beskrevs av Friedrich Georg Hendel 1927. Tephritis zernyi ingår i släktet Tephritis och familjen borrflugor. Inga underarter finns listade i Catalogue of Life.